# Fichten-Reizker
Der Fichten-Reizker (Lactarius deterrimus) ist eine Pilzart aus der Familie der Täublingsverwandten (Russulaceae). Der mittelgroße Milchling hat einen mehr oder weniger orangefarbenen Hut, der im Alter oder bei Verletzung grüne Flecken bekommt. Seine orangefarbene Milch verfärbt sich innerhalb von 30 Minuten weinrot. Der Milchling ist ein Mykorrhizapilz, der streng an die Fichte gebunden ist. Die Fruchtkörper erscheinen zwischen Ende Juni und November bevorzugt in Fichtenwäldern. Der Fichten-Reizker ist in Europa weit verbreitet und zählt in Deutschland und Österreich zu den häufigsten Pilzarten.
Bis zur Mitte des letzten Jahrhunderts wurden alle rötlichmilchenden Reizker in einer Sammelart zusammengefasst und als Blut-Reizker bezeichnet. Darum wird häufig noch der Name Fichten-Blut-Reizker verwendet. Wie alle Vertreter der Reizker (Sektion Deliciosi) gehört auch der Fichten-Reizker zu den Speisepilzen, er schmeckt aber oft leicht bitter. Deshalb wies ihm sein Erstbeschreiber Frieder Gröger das lateinische Artattribut deterrimus zu. Der Superlativ von dēterior „minder gut“ bedeutet so viel wie „der Schlechteste, der Minderwertigste“. Gröger begründete seine Namenswahl mit dem bitteren Nachgeschmack und weil der Fichten-Reizker durch den starken Madenbefall kaum als Speisepilz zu gebrauchen sei.

## Merkmale

### Makroskopische Merkmale

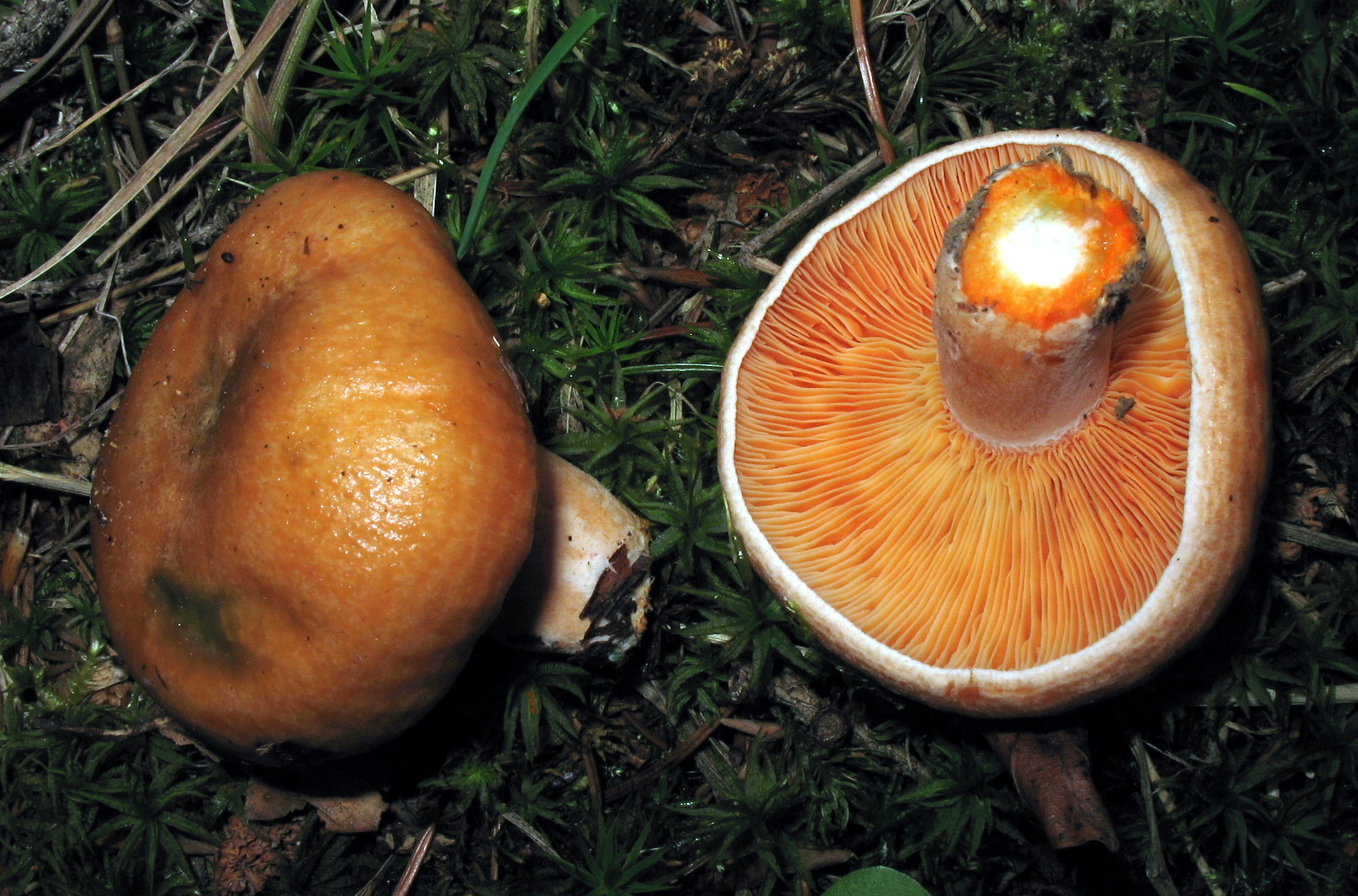
Während der Hut bei alten Fruchtkörpern meist trichterförmig vertieft ist, ist er bei jungen Exemplaren noch rundlich gewölbt

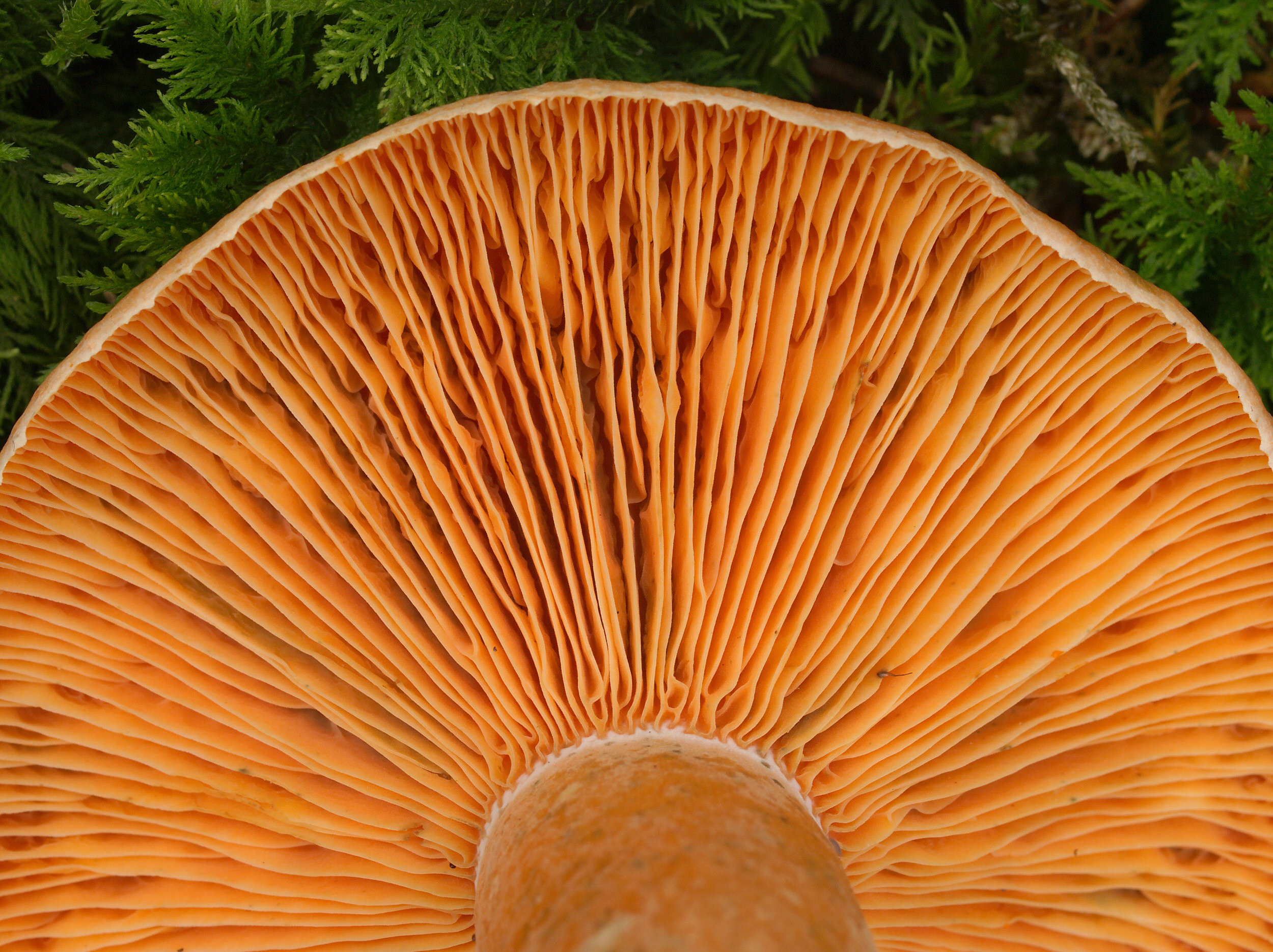
Bildausschnitt von der Hutunterseite mit den überwiegend orange gefärbten, teils querverbundenen Lamellen

Der Hut ist 3 bis 10 Zentimeter, selten bis 12 Zentimeter breit und mehr oder weniger kreiselförmig rund. Er ist anfangs gewölbt und am höchstens schwach filzigen Rand eingerollt, doch schon bald in der Mitte niedergedrückt und später flach trichterförmig vertieft. Die Huthaut ist kahl, bei feuchter Witterung schmierig und selbst trocken noch leicht glänzend. Der Hut ist orangerot bis orangebräunlich gefärbt, zum Rand hin bisweilen dunkler gezont und verblasst vorwiegend gelblichbraun. Im Alter oder nach Kälte und Frost verfärbt er sich mehr oder weniger schmutzig grünlich oder grünfleckig.
Die dicht stehenden, bogigen Lamellen sind blassorange bis blassocker gefärbt und am Stiel angewachsen oder laufen ein wenig daran herab. Sie sind brüchig und sowohl mit kürzeren Zwischenlamellen untermischt als auch in Stielnähe teilweise gegabelt. Im Alter oder bei Verletzung bekommen sie zunächst dunkelrote, dann graugrüne Flecken. Das Sporenpulver ist blass ocker.
Der meist langzylindrische Stiel ist orange-fleischrötlich gefärbt. Er ist 4 bis 8 (selten 10) Zentimeter lang, 1 bis 1,5 Zentimeter breit und kaum grubig oder fleckig. An der Basis ist er oft etwas verdickt oder aufgeblasen und wird schon bald innen hohl. Am Lamellenansatz befindet sich meist eine weißlich bereifte ringförmige Zone.
Die Milch ist zuerst karottenrot und wird innerhalb von 10 bis 30 Minuten weinrot. Das meist außerordentlich madige Fleisch ist brüchig und blass gelblich gefärbt. Im Anschnitt oder an Bruchstellen verfärbt es sich wie die Milch erst karottenrot, dann weinrot und innerhalb von Stunden schmutzig grün. Der Fruchtkörper riecht herb obstartig und schmeckt erst mild, dann aber leicht harzig bitter und fast scharf oder etwas zusammenziehend.

### Mikroskopische Merkmale
Die rundlichen bis breit elliptischen Sporen sind 7,5–10 µm lang und 6–7,6 µm breit. Das Ornament wird bis zu 0,5 µm hoch und besteht vor allem aus Warzen und kurzen, ziemlich breiten Graten, die über einige feinere Linien miteinander zu einem sehr unvollständigen Netz verbunden sind. Der Hilarfleck, eine deutlich begrenzte Zone über dem Apiculus, ist nur schwach amyloid. Die 4-sporigen Basidien messen 45–60 × 9,5–12 µm. Sie sind mehr oder weniger zylindrisch bis fast keulig und enthalten oft ein Öltröpfchen oder haben einen granulären Inhalt. Die Sterigmen sind 4,5–5,5 µm lang. Die dünnwandigen Pleuromakrozystiden sind spärlich, aber in der Nähe der Lamellenschneide teilweise häufig vorhanden. Sie stehen etwas hervor und sind 45–65 µm lang und 5–8 µm breit. Nur in der Nähe der Lamellenschneide sind sie manchmal kleiner. Sie sind fast spindelförmig und an der Spitze oft verengt oder perlschnurartig eingeschnürt. Der Inhalt ist oft fein körnig. Pseudozystiden kommen reichlich vor. Sie sind 4–6 µm breit und stehen manchmal etwas hervor, sind aber oft kürzer als die Basidiolen. Als Basidiolen werden Basidien bezeichnet, die sich noch in einem frühen Entwicklungsstadium befinden. Die Basidiolen sind zylindrisch bis gewunden und haben ähnlich wie Safthyphen (Laticiferen) einen ockergelben Inhalt. In der Nähe der Spitze sind sie aber fast durchscheinend. Die Lamellenschneide ist meist steril und trägt nur wenige bis ziemlich viele Cheilomakrozystiden. Die dünnwandigen Cheiloleptozystiden sind 15–25 µm lang und 5–10 µm breit. Sie sind fast keulig oder unregelmäßig geformt und durchscheinend. In ihrem Inneren ist oft ein feinkörniger Inhalt erkennbar. Die ebenfalls dünnwandigen Cheilomakrozystiden sind 25–50 µm lang und 6–8 µm breit. Sie sind leicht spindelförmig und haben oft eine perlschnurartig geformte Spitze, ihr Inhalt ist hyalin oder granulär. Safthyphen sind reichlich vorhanden und auffällig, ihr Inhalt ist ockergelb. Die Huthaut ist eine Ixocutis. Bei diesem Huthauttyp sind die Hyphen der Hutdeckschicht in eine gallertartige Matrix eingebunden, die bei Feuchtigkeit stark schleimig aufquellen kann.

## Artabgrenzung
- Der ebenfalls recht häufige Edel-Reizker sieht sehr ähnlich aus. Der Fichten-Reizker unterscheidet sich im Wesentlichen dadurch, dass sich sein Fleisch aufgrund der Verfärbung der Milch innerhalb von 10 Minuten rötlich und in etwa 30 Minuten dunkel weinrot verfärbt. Beim Edelreizker bleibt die Milch orangefarben oder verfärbt sich innerhalb von 30 Minuten rötlich. Außerdem schmeckt die Milch beim Edelreizker mild und beim Fichten-Reizker deutlich bitter. Der Hut verfärbt sich beim Fichten-Reizker im Alter oder bei Verletzung deutlich grünlich und er kommt ausschließlich unter Fichten vor, während man den Edel-Reizker unter Kiefern findet.[3][6]
- Noch ähnlicher ist der recht seltene Spangrüne Kiefern-Reizker. Seine beim Austreten ebenfalls orangefarbene Milch verfärbt sich innerhalb von 5 bis 8 Minuten weinrot. Sein Hut ist bei älteren Fruchtkörpern fast komplett grünlich verfärbt. Auch er ist ein Kiefernbegleiter.[7]
- Am ähnlichsten und auch am nächsten verwandt ist der Skandinavische Fichten-Reizker, eine boreale bis subalpine Art, die in Deutschland so gut wie nicht vorkommt. Sein Hut ist deutlich gezont und braunorange gefärbt. Manchmal hat der Hut auch lilagraue Töne. Der Stiel ist blass bis stumpf orangeocker.[7]

## Verbreitung

Verbreitung des Fichten-Reizkers in Europa. Grün eingefärbt sind Länder, in denen der Milchling nachgewiesen wurde. Grau dargestellt sind Länder ohne Quellen oder Länder, die außerhalb von Europa liegen.

Der Fichten-Reizker ist eine vorwiegend europäische Art, die auch in Teilen Asiens (Türkei, Pakistan) vorkommt. Neuere molekularbiologische Untersuchungen haben gezeigt, dass die nordamerikanischen Sippen aus den USA und Mexiko mit dem europäischen Fichten-Reizker nicht näher verwandt sind. In Europa ist der Fichten-Reizker besonders in Nord-, Nordost- und Mitteleuropa weit verbreitet und häufig. Im Süden und Westen findet man ihn bevorzugt im Bergland. Im Osten erstreckt sich sein Verbreitungsgebiet bis nach Russland.
In Deutschland, Österreich und der Schweiz ist er einer der häufigsten Milchlinge, der fast überall vorkommt, wo auch sein Wirt, die Fichte, zu finden ist.

## Ökologie

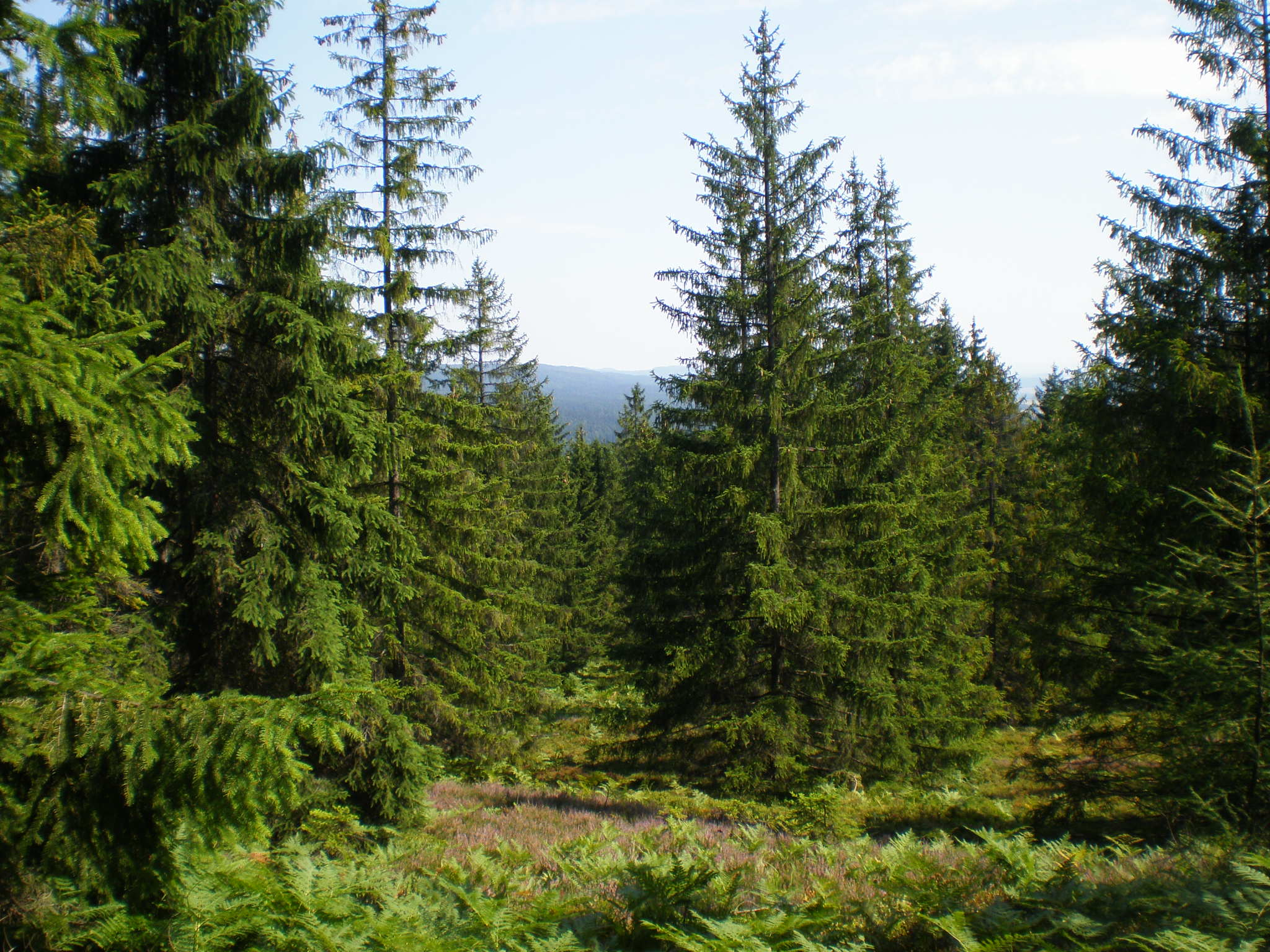
Der Fichten-Reizker (L. deterrimus) ist ein Mykorrhizapilz, der ausschließlich mit Fichten in Symbiose lebt.

Der Fichten-Reizker ist ein strenger Mykorrhizapilz der Fichte. Man findet die Art daher in Fichten-Tannen- und Fichten- und Fichten-Moorwäldern und in Fichtenforsten und Pflanzungen. Zusammen mit Fichten findet man ihn auch in diversen Buchen- und Hainbuchen-Eichenwäldern, aber auch in Waldrandgesellschaften, auf Lichtungen und in Kahlschlag-Fluren und selbst auf Wacholderheiden und in Parkanlagen. Es gibt kaum ein Biotop, in dem zwar die Fichte vorkommt, der Fichtenreizker aber fehlt. Besonders häufig findet man den Pilz in 10- bis 20-jährigen Fichtenjungbeständen, wo er an Waldwegrändern zuweilen als Massenpilz auftreten kann.
Obwohl der Milchling möglicherweise kalkreiche Böden bevorzugt, kommt er auf nahezu allen Böden vor. Man findet ihn auf Sand, Torf, Kalkgesteinsböden, Ranker und Braunerden. Er erträgt saure wie basische und nährstoffarme bis relativ nährstoffreiche Böden. Erst bei stark eutrophen Böden bleibt er aus.
Die Fruchtkörper erscheinen von Ende Juni bis November, hauptsächlich aber von August bis Oktober, überständige Exemplare werden in Frosttagen bis Anfang Februar gefunden. Der Milchling bevorzugt das Hügel- und Bergland, kommt aber auch im Flachland vor.

### Fruchtkörper als Futterquelle für Insekten
Viele Pilze können als Futterquelle für Insektenlarven dienen, wobei die meisten Insekten nur gelegentlich Pilze fressen. Dennoch gibt es eine ganze Reihe von Insektenarten, die sich auf Pilze als Nahrungsquelle spezialisiert haben. Solche Tiere bezeichnet man als mycetophag. Besonders häufig fressen die Larven von Käfern, insbesondere Kurzflügler (Staphilinidae), und Zweiflüglern (Dipteren) an Pilzen. Milchlinge sind besonders für verschiedene Zweiflügler attraktiv, während man Käferlarven vergleichsweise selten auf ihnen findet. Am häufigsten findet man in Milchlingen Pilzmücken- (Mycetophilidae) und Buckelfliegenlarven (Phoridae). Die Larven dieser Mücken besiedeln schon ganz junge Fruchtkörper. Ebenfalls recht häufig kann man an reiferen oder überständigen Fruchtkörpern Taufliegen (Drosophilidae) und Schmetterlingsmücken (Psychodidae) finden. Schmetterlingsmücken heißen sie, weil der ganze Körper der adulten Tiere dicht mit Haaren bedeckt ist, sodass die Dipteren wie kleine Motten oder Schmetterlinge aussehen. Schmetterlingsmücken lieben feuchte Lebensräume und ernähren sich von einer breiten Palette von sich zersetzenden organischen Stoffen und Detritus. Ein paar wenige Schmetterlingsfliegenarten haben sich aber auf Pilze als Nahrungsquelle spezialisiert. Unter den Milchlingen werden die Vertreter der Sektion Deliciosi besonders häufig von Zweiflüglerlarven befallen.
Folgende Arten wurden aus Fruchtkörpern des Fichten-Reizker isoliert, wobei die Liste mit Sicherheit nur einen Bruchteil der Arten aufführt:
- Ula sylvatica (Pediciidae): Diese sehr häufige Stelzfliege wurde aus mehr als 70 verschiedenen Pilzarten isoliert, die zu ganz unterschiedlichen Gattungen und Familien gehören. Ihre Larven verbringen eine ungewöhnlich lange Entwicklungszeit im Fruchtkörper, in der Regel 3 oder 4 Wochen.
- Mycetophila blanda (Mycetophilidae): Die Pilzmücke entwickelt sich vorwiegend in Milchlingen der Sektion Deliciosi.
- Mycetophila estonica (Mycetophilidae): Eine seltene, erst 1992 beschriebene Art, die mit Mycetophila blanda nahe verwandt ist und ebenfalls vorwiegend auf Milchlingen vorkommt.
- Mycetophila evanida (Mycetophilidae): Wurde unter anderen auf dem Orangefuchsigen Milchling und dem Gelbfleckenden Täubling nachgewiesen.
- Culicoides scoticus (Ceratopogonidae): Es ist eine der häufigsten Bartmücken, die man in Pilzen finden kann. Die Art wurde in über 20 verschiedenen Pilzarten nachgewiesen.
- Mydaea corni: Die Art gehört zur Familie der Echten Fliegen (Muscidae) und wurde bisher nur in Milchlings- und Täublingsarten nachgewiesen.
- Außerdem wurden verschiedene Taufliegen im Fichten-Reizker nachgewiesen: Drosophila funebris, Drosophila phalerata, Drosophila transversa und Drosophila testacea.[22]
- Des Weiteren wurden die Schmetterlingsfliegen Psychoda albipennis, Psychoda lobata und Tinearia alternata aus Fruchtkörpern des Fichten-Reizkers isoliert. Psychoda lobata ist dafür bekannt, dass sich ihre Larven in einer Vielzahl von Pilzarten aus über 30 Gattungen entwickeln.[23]

### Parasitische Pilze des Fichten-Reizkers

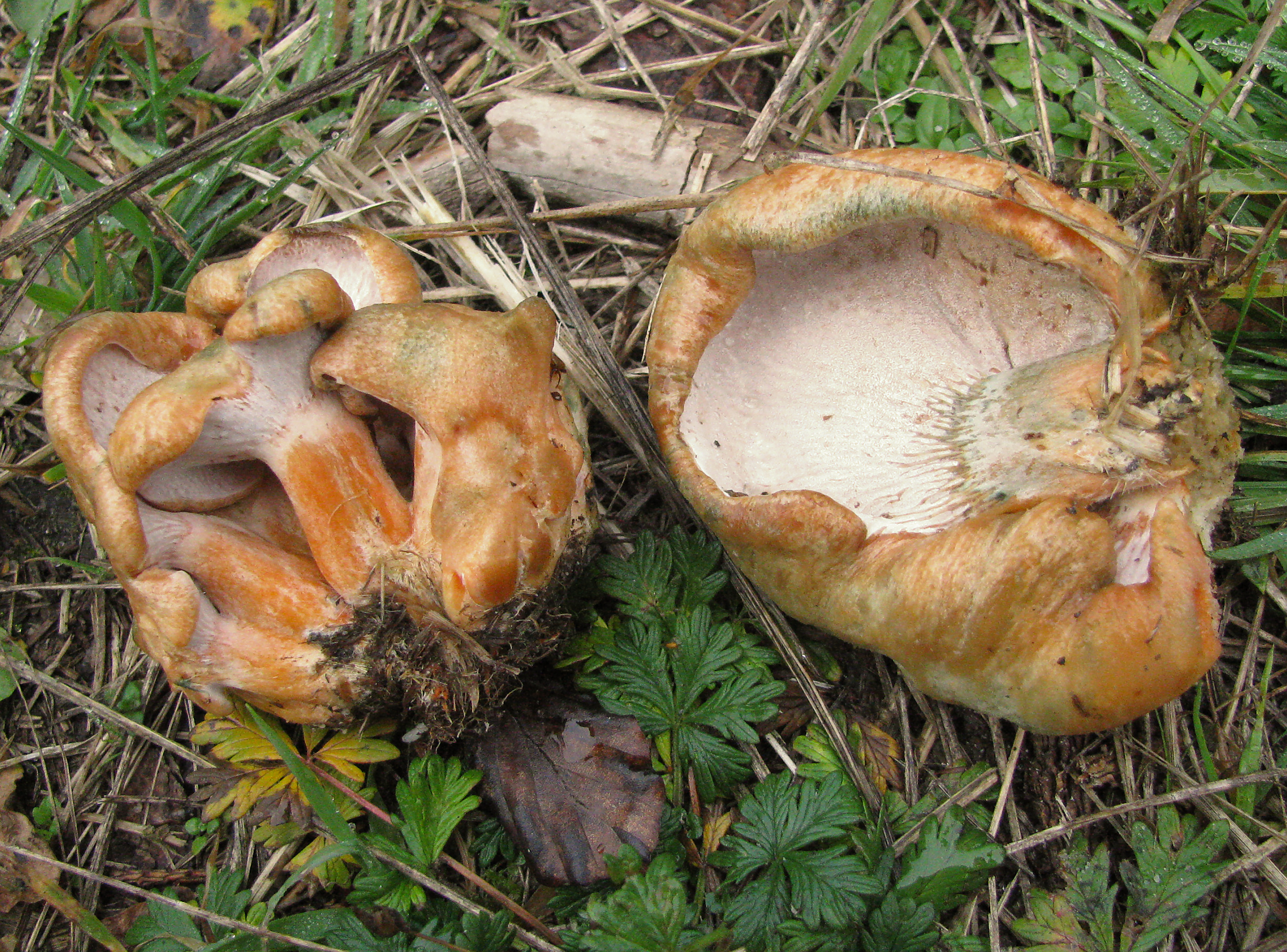
Steinreizker: Die deformierten Fruchtkörper des Fichten-Reizkers (L. deterrimus) sind vom Steinreizker-Kernpilz (H. lateritius) befallen.

Bisweilen kann man im Sommer und Herbst auf anomal entwickelte Fichten-Reizker stoßen, die von einem parasitischen Schlauchpilz Hypomyces lateritius (Syn.: Peckialla laterita) befallen sind. Die befallenen Fruchtkörper sind in der Regel mehr oder weniger stark deformiert und von härterer und festerer Konsistenz, sodass sie wesentlich langsamer verwesen und so sogar den Winter überstehen können. Im Volksmund nennt man sie auch „Steinreizker“ oder „taube Reizker“. Der Wirtspilz wird von seinem Parasiten vermutlich noch im Boden befallen. Die befallenen Fruchtkörper bilden keine Lamellen aus. Anstelle der Lamellen ist die Hutunterseite von einem anfangs zarten, weißen Hyphenfilz bedeckt, das man auch als Subiculum bezeichnet. Schon bald wird dieses Myzel dichter und nimmt eine weiß-graue Farbe an. Nach etwa 10–14 Tagen haben sich die Perithezien entwickelt. Perithezien sind die Fruchtkörper der Hypomyces und anderer Schlauchpilze, in denen die spindelförmigen Ascosporen gebildet werden. Neben dem Fichten-Reizker werden auch der Echte und der Weinrote Kiefern-Reizker befallen, seltener auch andere Milchlinge. Neben Hypomyces lateritius gibt es mit Hypomyces ochraceus, Hypomyces rosellus und Hypomyces odoratus weitere Arten der gleichen Gattung, die auf verschiedenen Milchlings- und Täublingsarten, aber auch auf Fruchtkörpern anderer Gattungen parasitieren.

## Systematik

Einfacher Stammbaum des Fichten-Reizkers nach Nuytinck & Verbeken. Der Stammbaum wurde nach der Kombination von ITS- und GPD-Daten berechnet. Die Anzahl der Taxa wurde hier von über 60 im Originalartikel auf 10 reduziert.

Obwohl der Pilz einer der häufigsten Milchlinge in Mitteleuropa ist, wurde die Art erst 1968 durch Frieder Gröger gültig beschrieben. Zuvor wurde der Fichten-Reizker als Varietät oder Form des Edel-Reizkers (L. deliciosus) aufgefasst. Nachdem Roger Heim und Leclair 1950 den Spangrünen Kiefernreizker (L. semisanguifluus) beschrieben hatten, wurde er diesem zugeordnet. 1998 wurde der Skandinavische Fichten-Reizker (Lactarius fennoscandicus) von Verbeken und Vesterholt vom Fichten-Reizker abgetrennt und als eigene Art beschrieben.
Molekularbiologische Untersuchungen zeigen, dass der Fichten-Reizker, der Weinrote Kiefern-Reizker (Lactarius sanguifluus), Lactarius vinosus und der Skandinavische Fichten-Reizker eine verwandtschaftliche Gruppe bilden, zu der wohl auch die nordamerikanischen Arten Lactarius paradoxus und Lactarius miniatosporus gehören. Obwohl Lactarius deliciosus var. deterrimus gemeinhin als Synonym des Fichtenreizkers gilt, sind die Sippen, die in Nordamerika als Lactarius deliciosus var. deterrimus beschrieben wurden, nicht näher mit dem europäischen Fichten-Reizker verwandt. Sie scheinen auch untereinander keine monophyletische Gruppe zu bilden.

### Infragenerische Systematik
Der Fichten-Reizker gehört zur Sektion der Reizker (Deliciosi; syn. Dapetes). Wie molekularbiologische Untersuchungen zeigten, bildet diese Sektion auch eine phylogenetisch klar abgegrenzte Gruppe innerhalb der Milchlingsverwandtschaft. Die Vertreter der Sektion haben meist eine orange oder rötlich gefärbte Milch und schmecken meist mild bis leicht bitter. Sie sind strikte Mykorrhizapilze von Nadelbäumen. Der nächste Verwandte des Fichten-Reizkers ist der Skandinavische Fichten-Reizker.

## Bedeutung

### Speisewert
Der Fichten-Reizker ist wie alle Blutreizker ein Speisepilz, der allerdings von Pilzsammlern weit weniger geschätzt wird als der sehr ähnliche Edelreizker. Der Grund dafür ist, dass er oft leicht bitter schmeckt und häufig von Maden befallen wird. Wie der Edelreizker wird er meist in Butter oder Öl angebraten. Wird der Pilz in Wasser gekocht, wird das Fleisch sehr weich. Junge Fruchtkörper können aber auch sauer eingelegt werden. Da der Pilz stark von Maden befallen wird, bevorzugen erfahrene Pilzsammler junge Fruchtkörper. Werden größere Mengen des Reizkers verspeist, kann sich der Urin rot verfärben, was aber völlig harmlos und kein Anzeichen für eine gesundheitliche Beeinträchtigung ist. Die mit der Pilzspeise aufgenommenen rot gefärbten Azulenverbindungen werden einfach mehr oder weniger unverändert mit dem Urin wieder ausgeschieden.

### Inhaltsstoffe

Sesquiterpene des Fichten-Reizkers

Ein charakteristisches Merkmal der Milchlinge ist, dass ihre Fruchtkörper Milchsaft enthalten, der beim Fichten-Reizker orange gefärbt ist. Für die orange Farbe sind Guajan-Sesquiterpene verantwortlich. Sesquiterpene sind Terpene, die aus drei Isopren-Einheiten bestehen und somit 15 C-Atome haben. Sesquiterpene sind in der Natur weit verbreitet und kommen sowohl bei Pflanzen als auch bei Tieren vor. So ist das Juvenilhormon der Insekten ein Sesquiterpen. Von Pflanzen ist bekannt, dass sie Sesquiterpene als Fraßschutzmittel gegen Insekten einsetzen. Die Sesquiterpene wirken dabei als Strukturanalogon des Juvenilhormons und verhindern, dass die Larven, die an den Pflanzen fressen, zur Geschlechtsreife kommen. Untersuchungen deuten darauf hin, dass Sesquiterpene auch antibiotische, antikarzinogene und eine immunstimulierende Wirkung haben.
Junge, unverletzte Fruchtkörper des Fichten-Reizkers enthalten Sesquiterpenoide in Form von Fettsäuredihydroazulen-Estern. Etwa 85 % des gelb gefärbten Dihydroazulens ist dabei mit Sterinsäure und etwa 15 % mit Linolsäure verestert. Wird der Fruchtkörper verletzt, wird aus dieser Vorstufe enzymatisch das freie Sesquiterpen – ein Dihydroazulenalkohol – freigesetzt. Durch Oxidation entstehen daraus mehrere Produkte: Der gelb gefärbte Aldehyd Delicial (1-Formyl-6, 7-dihydro-4-methyl-7 -Isopropenylazulen), der violett gefärbte Aldehyd Lactaroviolin und der blau gefärbte Alkohol Deterrol (1-Hydroxymethyl-4-methyl-7-isopropenylazulene). Durch eine Vermischung der verschiedenen Farben ist die Milch zuerst weinrot gefärbt und verfärbt sich später grün. Der Dihydroazulenalkohol und Delicial sind instabile Verbindungen, die zu weiteren Produkten reagieren. Delicial polymerisiert dabei besonders leicht.
Andere Milchlinge außerhalb der Sektion Deliciosi enthalten keine Guaiane-Sesquiterpene und haben meist eine zumindest anfangs weiße Milch. Bei Arten, deren Milchsaft intensiv brennend schmeckt, enthält die Milch ungesättigte Dialdehyd-Sesquiterpe mit Marasman-, Lactaran- oder Secolactaran-Skelett, die beim Fichten-Reizker nicht nachgewiesen werden konnten. Aber auch hier werden die brennenden, ungesättigten Dialdehyde enzymatisch aus einer Vorstufe – einem Marasman-Sesquiterpen-Fettsäureester oder einem entsprechenden Sesquiterpenoid – freigesetzt, wenn der Fruchtkörper verletzt wird. Die Dialdehyde-Sesquiterpe besitzen antibiotische Wirkung und dienen als Fraßschutz.